# Kostel svatého Petra a Pavla (Chvatěruby)
Kostel sv. Petra a Pavla ve Chvatěrubech je goticky-renesanční kostel, který se nachází na jižní straně vesnice Chvatěruby. Je umístěn před zdejším zámkem, na skále nad řekou Vltavou.

## Popis

### Poloha
V měřítku celé obce se kostel nachází na jejím jižním konci na svahu, který ústí dolů až do vltavského údolí. Od svahu kostel odděluje kamenná zeď, ta ale není součástí zdi lemované kolem kostela. Před ní se po krátké cestě můžeme dostat k zadní bráně areálu. Přední brána je dobře viditelná, najdeme ji totiž vpravo od zdejšího hostince před základní školou. V areálu kostela se nachází chodník ke vchodu, který však vede i okolo stavby a původní hřbitov.

### Stavba kostela
Stavba se skládá z jedné obdélné lodi, nižšího presbytáře a sakristie připojené k západní části od vchodu do kostela. Z hřebene lodi vyrůstá cibulovitý sanktusník polygonálního tvaru a z východního průčelí vystupuje menší čtvercová předsíň, přestavěná na kapli. Veškerá okna jsou kruhová nebo gotická špaletová. V malém množství stavba obsahuje taktéž barokní prvky.

### Interiér
Loď má plochý strop, do presbytáře je otevřená jednoduchým obloukem, který je spolu s křížovou klenbou presbytáře ze spodu posetý štukovou renesanční výzdobou. Do sakristie vede portál s kamenným ostěním a obsahuje sklenutou Českou placku. Po stranách i v presbytáři jsou zdobené oltáře a na západní straně je kazatelna, která zde sloužila jako ambon.

## Historie
První zmínka o celé vsi se údajně nachází v roce 1141, kdy příbuzná krále Vladislava II. věnovala Chvatěruby doksanskému klášteru. Zda-li tam už v té době původní stavba kostelu stála, není podle některých zdrojů jisté, ale nejstarší nalezené zdivo se datuje do 1. poloviny 13. století. Další zmínka přímo o kostele je v roce 1352, kdy patřil děkanátu chlumínskému. Právě ve 14. století byla taktéž ke stavbě přistavěná sakristie. Od roku 1474 se o historii tvrze nic nevědělo, až do roku 1544, kdy Chvatěruby vložil do zemských desek Zikmund Chvatěrubský z Lestkova. Za pánů z Lestkova pravděpodobně kostel získal svou pozdně gotickou podobu. Další pravděpodobná výstavba je připisována Janovi z Valdštejna, který se zasloužil o renesanční vzhled kostela. Farář původně sídlil ve tvrzi, avšak poté se přesunul na hrad, který byl později povýšen na faru. Dřívější úpravy stavby kostela se uskutečnily naposled v 17. a 19. století. Nejnovější úpravy pochází z roku 1994, kdy proběhla nejen generální oprava, ale i poznávání dějin stavby kostela. V roce 2005 se v obci připomínalo 150 let od úmrtí místního faráře Melichara Vladyky, jehož portrét zdobí kostel a je zde pohřbený.

## Přístup
V přítomné době se mše konají pouze každý 2. čtvrtek v měsíci, ale navštívit kostel je možné i v rámci akce Noc kostelů.

## Galerie

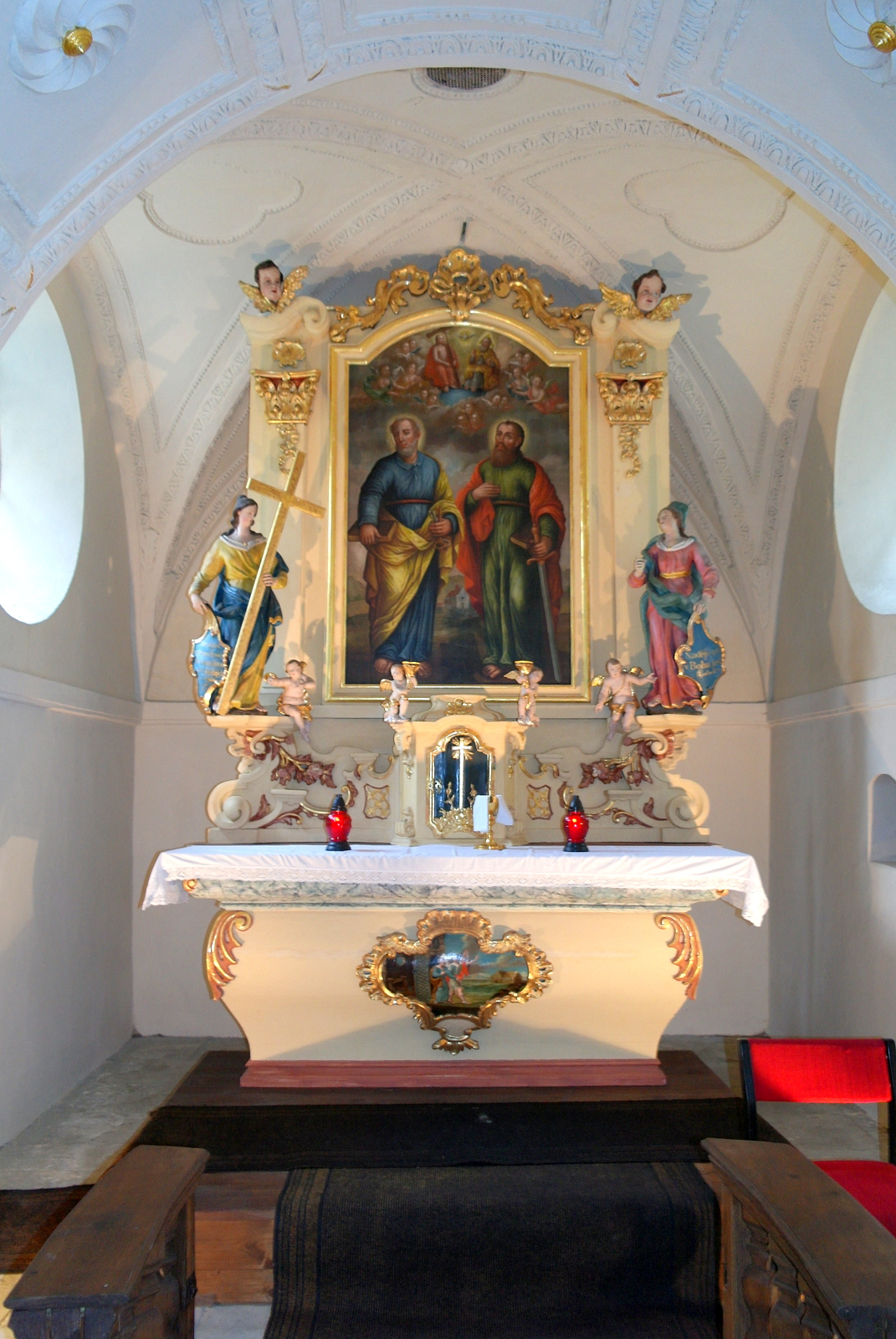
Oltář kostela
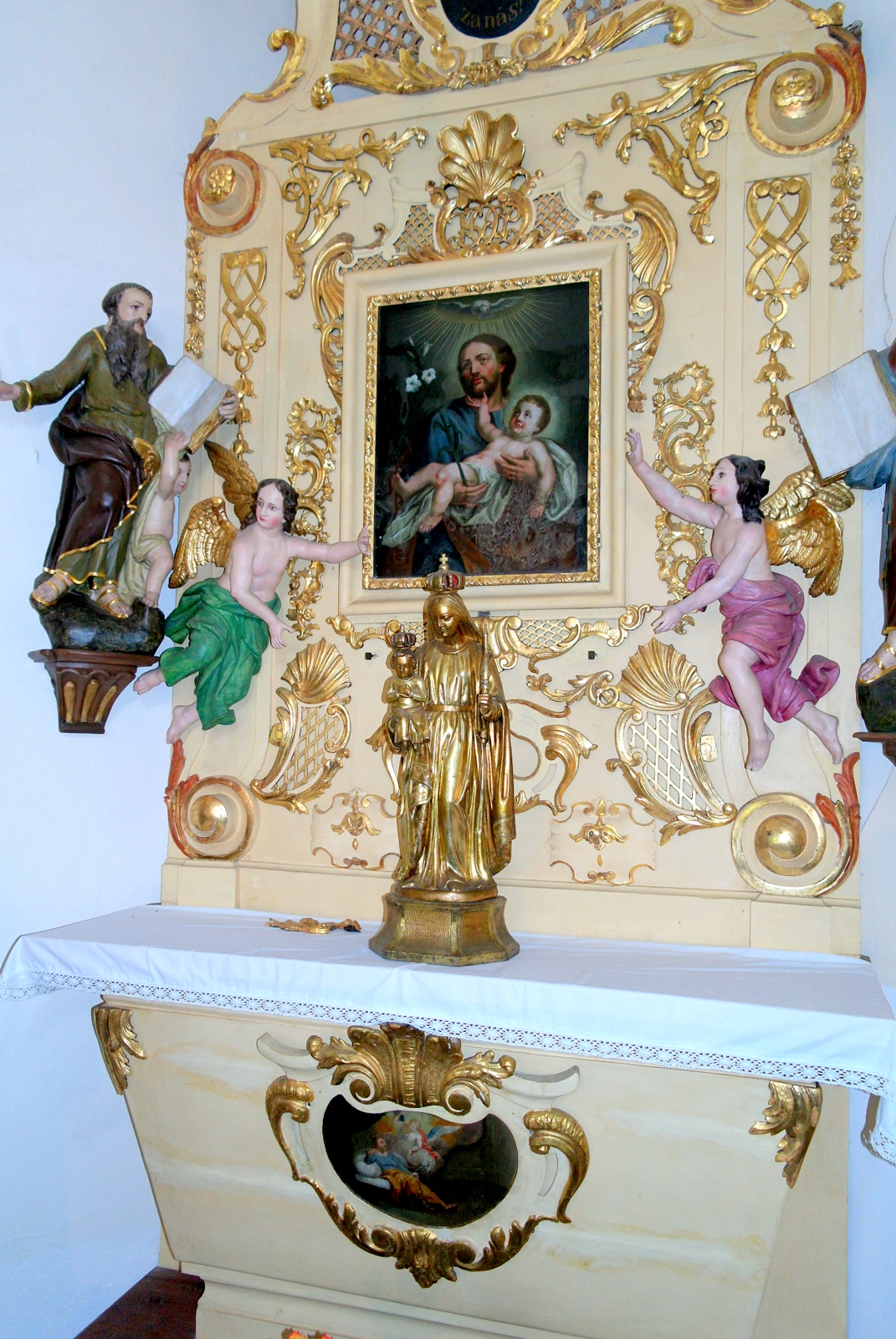
Detail výzdoby
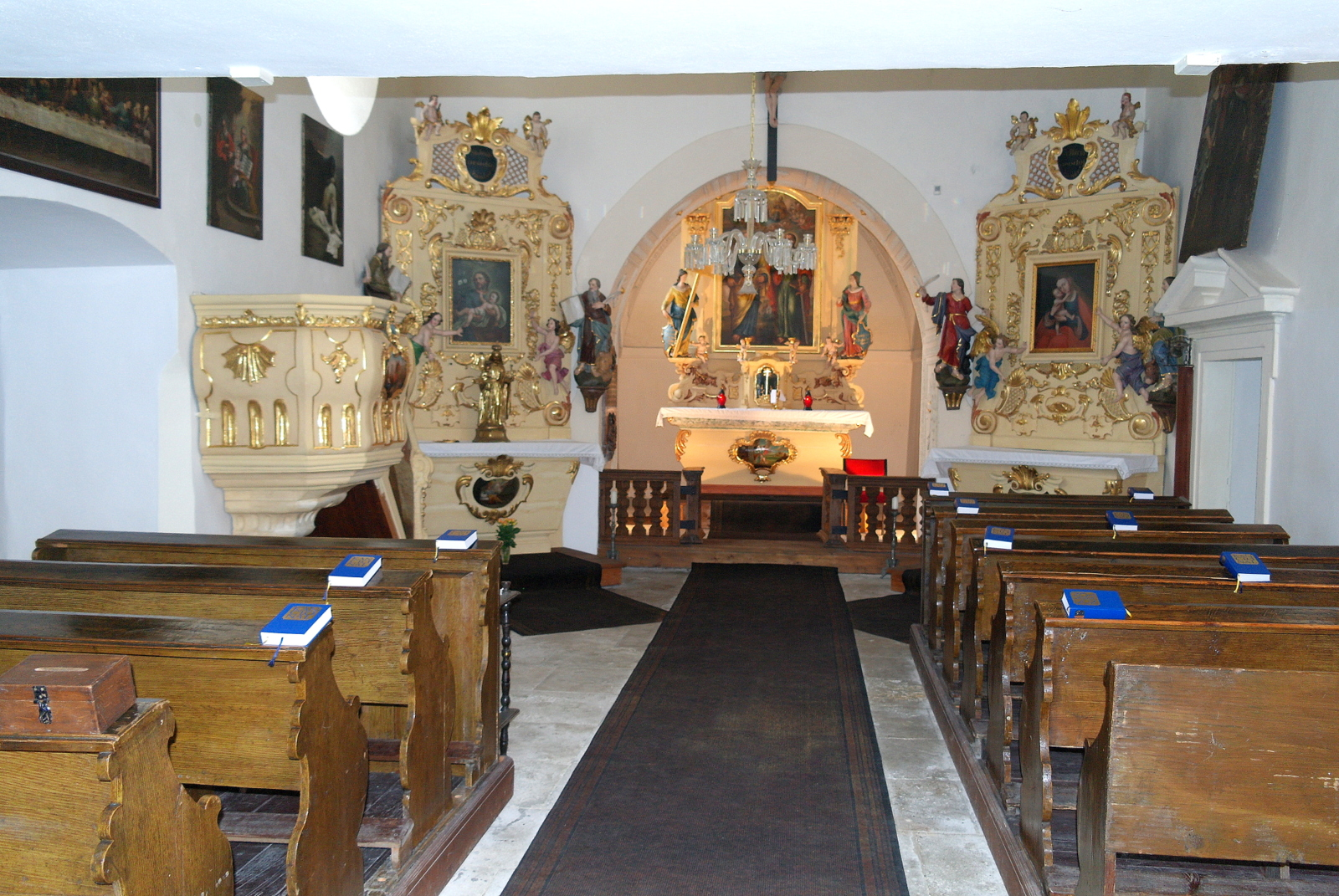
Celek interiéru
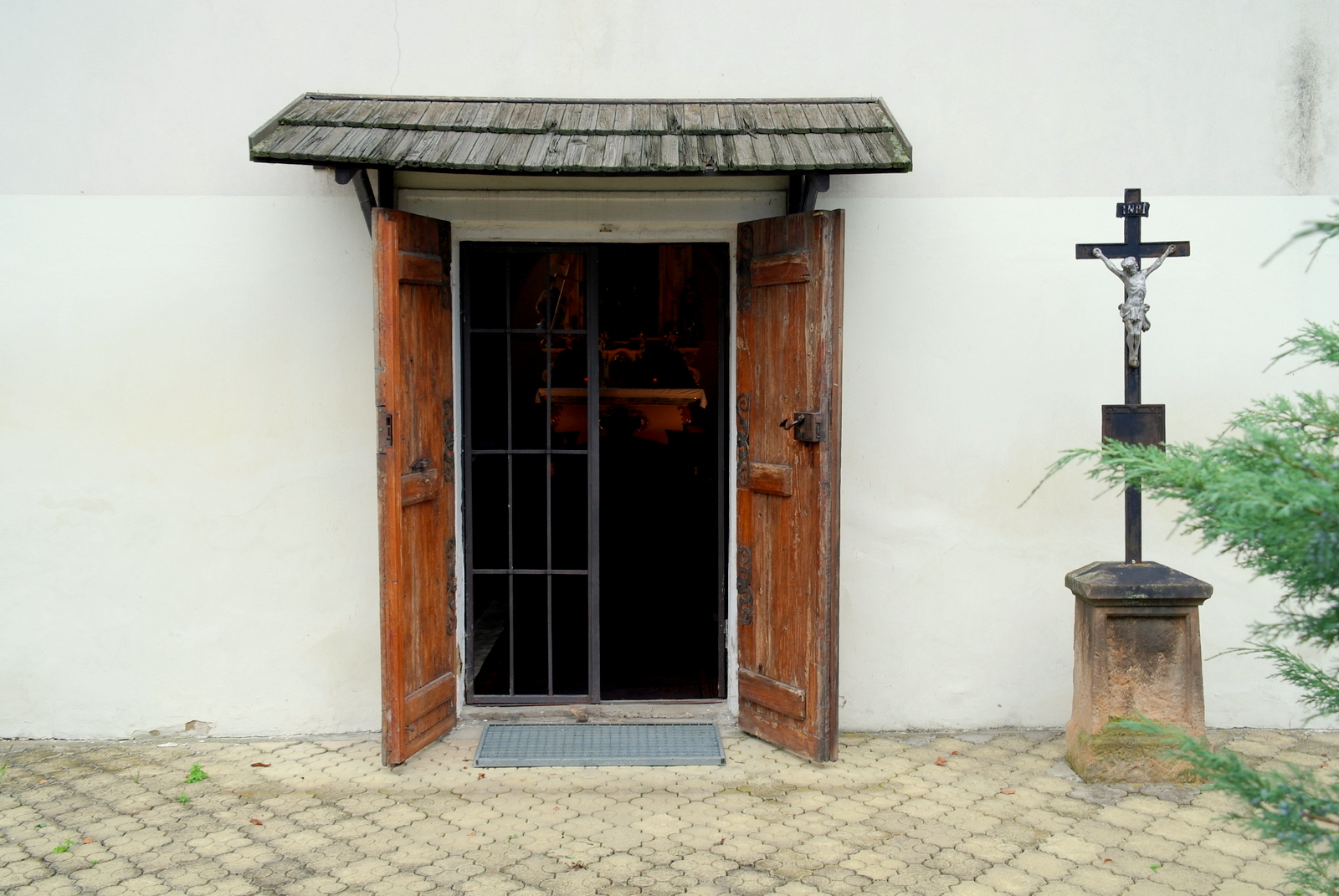
Vstup do kostela
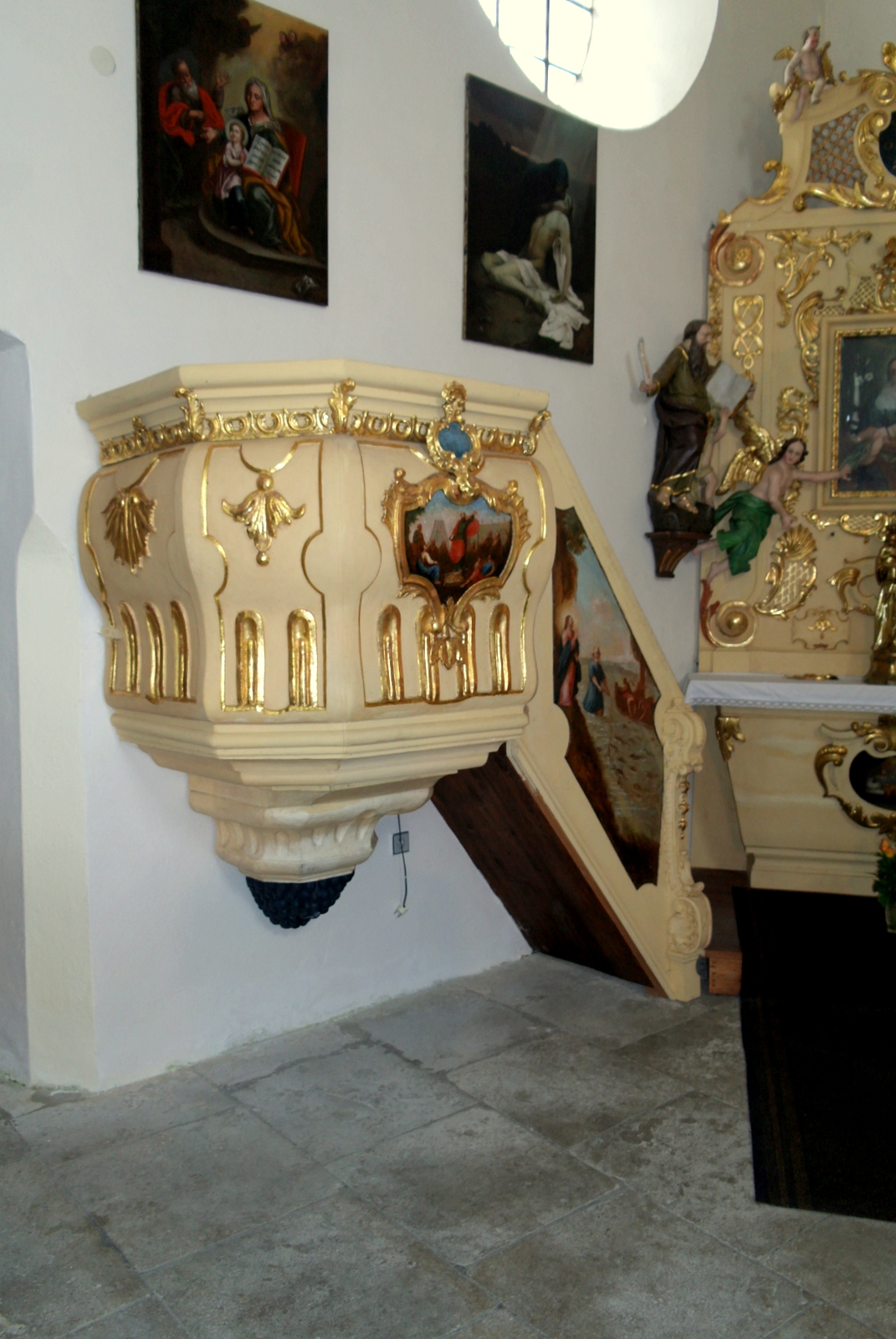
Kazatelna
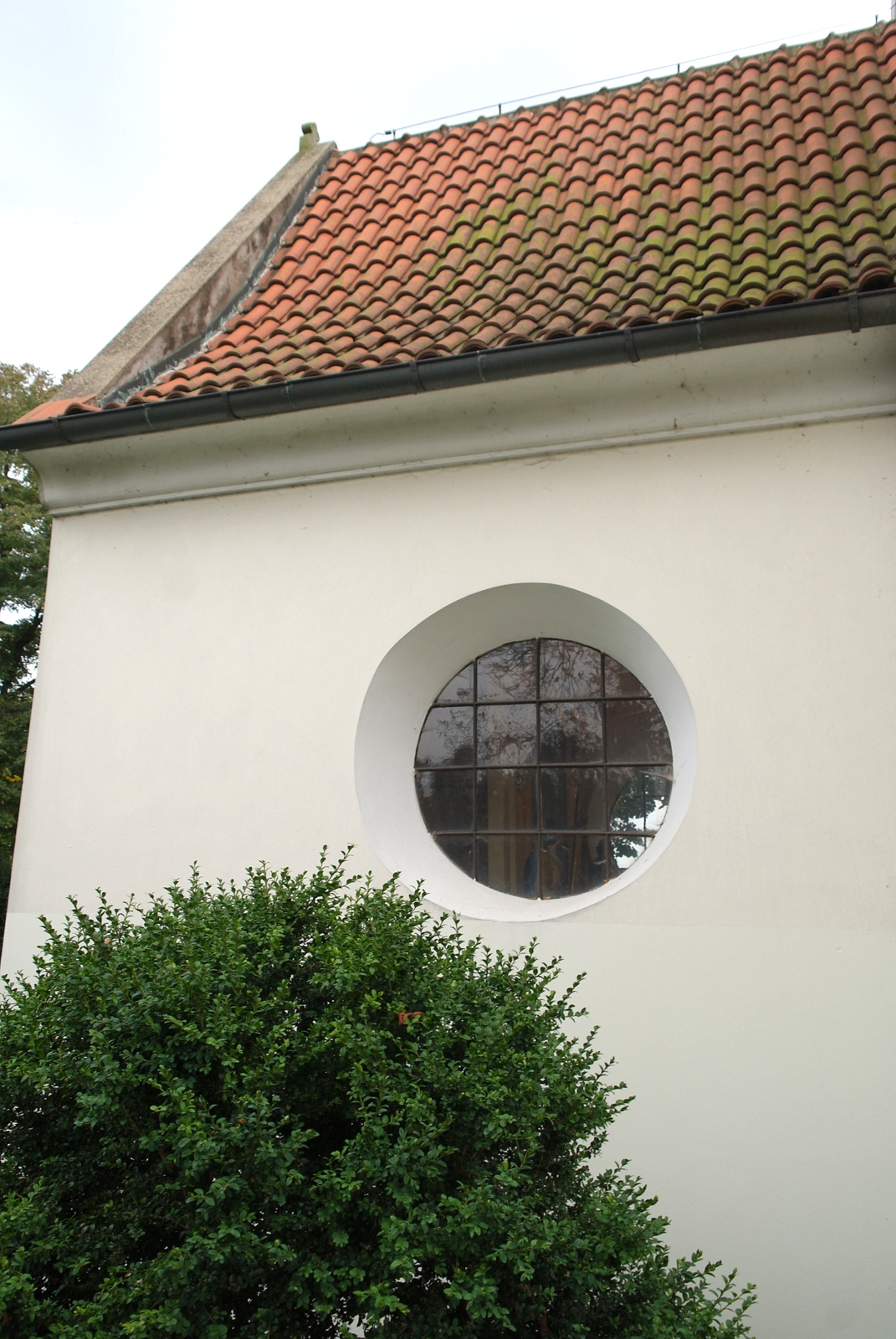
Okno kostela
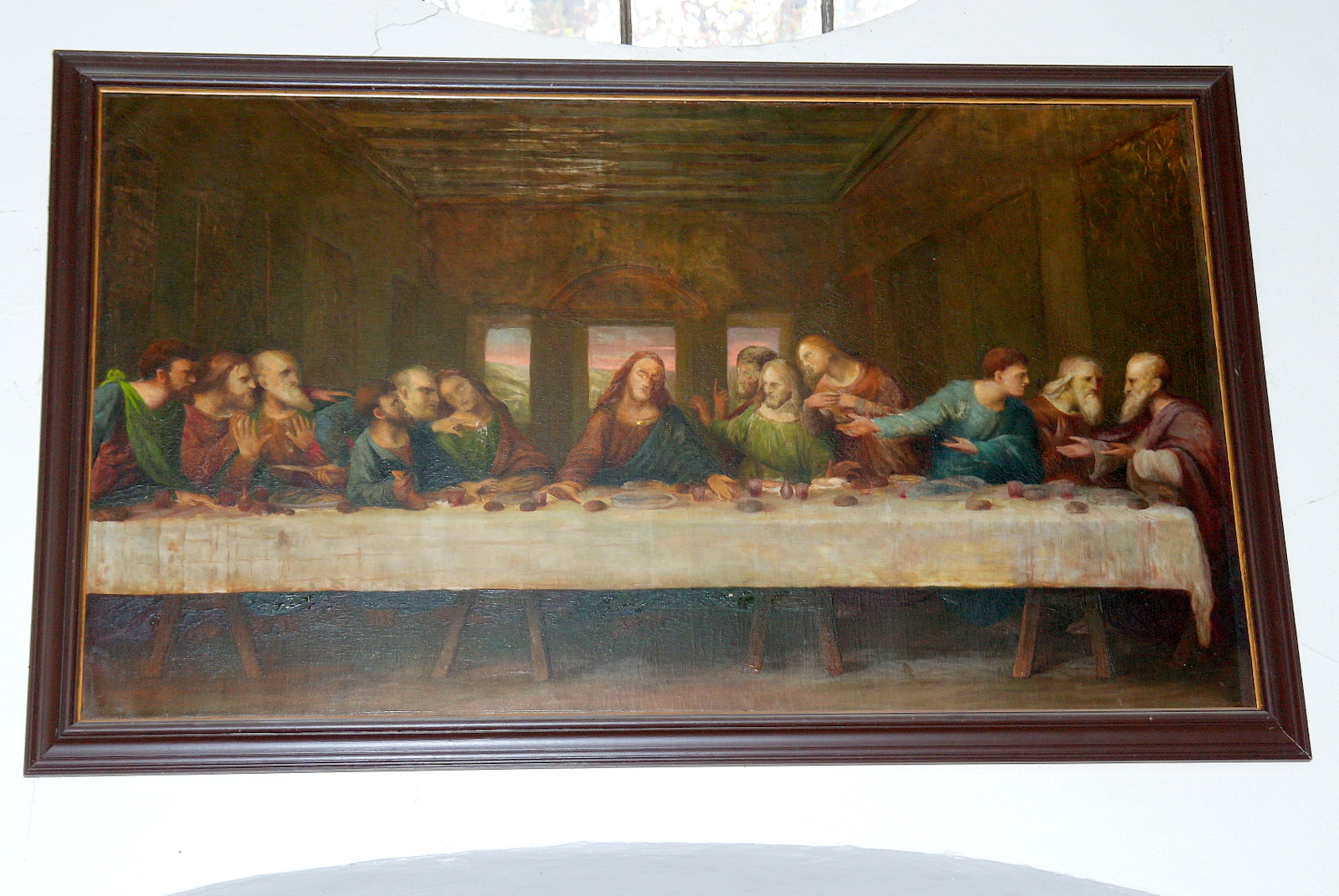
Obraz 12 apoštolů
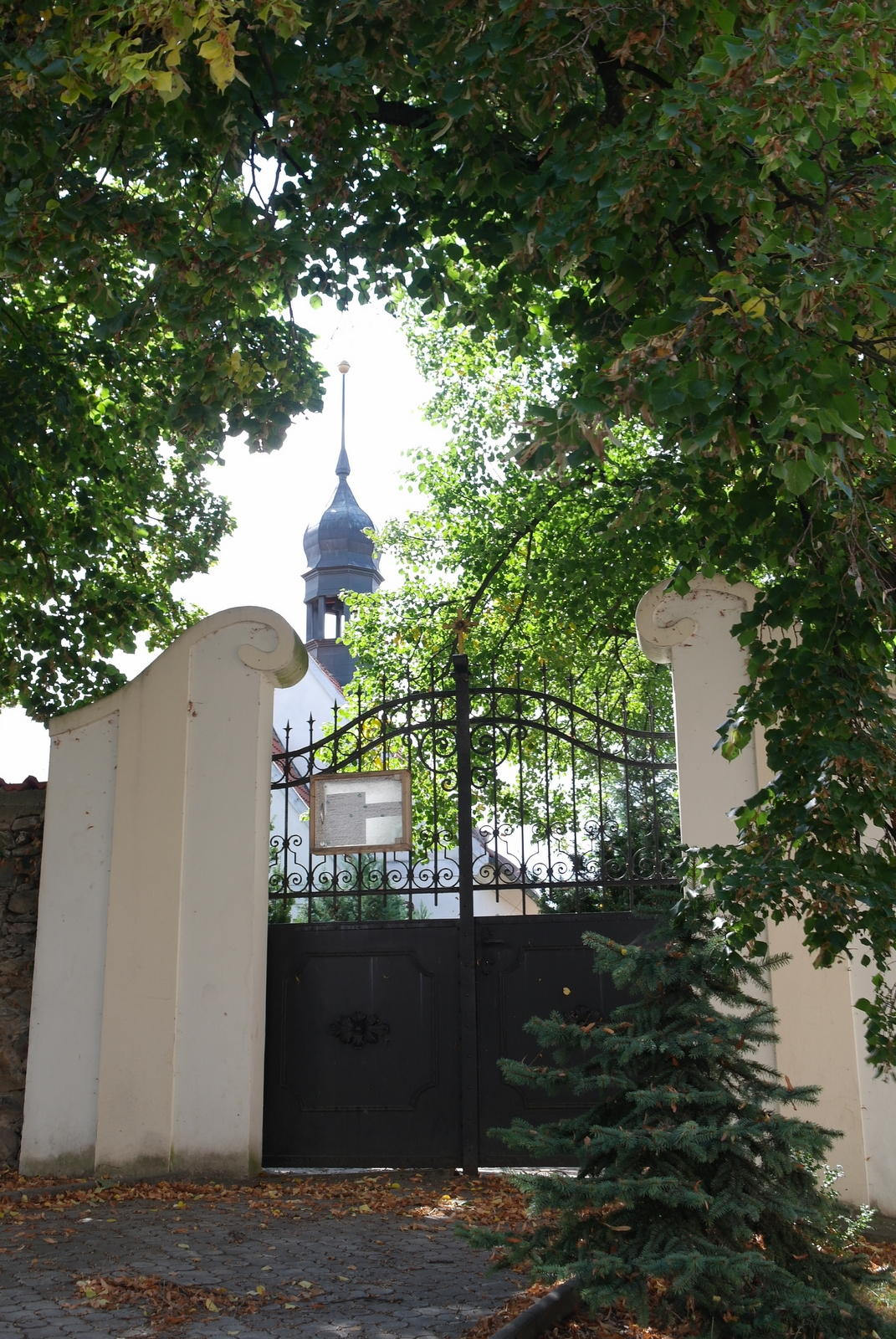
Hlavní brána